# Oxypetalum kleinii
Oxypetalum kleinii är en oleanderväxtart som beskrevs av J. Fontella Pereira och N. Marquete Ferreira da Silva. Oxypetalum kleinii ingår i släktet Oxypetalum och familjen oleanderväxter. Inga underarter finns listade i Catalogue of Life.